# 123. pehotni polk (Italija)
123. pehotni polk Chieti (izvirno italijansko 123º Reggimento fanteria) je bil pehotni polk (Kraljeve) Italijanske kopenske vojske.

## Zgodovina
Med prvo svetovno vojno je bil polk nastanjen na soški fronti.